# Curtiss R-2
Die Curtiss R-2 war ein US-amerikanisches Militärflugzeug.

## Entwicklung
Zu Beginn des Jahres 1915 erschien der Prototyp der Curtiss R, die 1935 in Model 2 umbenannt wurde. Sie war eine größere Ausgabe der Curtiss N mit horizontal gestaffelten Flügeln gleicher Spannweite. Die Versuchsmaschine flog als Land- und Schwimmerflugzeug, und die Besatzung saß in einem länglichen Cockpit. Anders als bei der Curtiss N waren die Querruder zwischen den Flügeln angeordnet.
Bei der R-2 wurden Flügel ungleicher Spannweite, Querruder am Oberflügel und ein Seitenruder mit Hornausgleich eingeführt. Zudem wurden getrennte Cockpits für die beiden Besatzungsmitglieder mit recht großem Abstand zueinander eingerichtet. Diese R-2 ging Ende 1915 in Produktion und wurde in zwölf Exemplaren an die US Army geliefert, welche aber recht wenig Gebrauch von ihnen machte. Eine einzelne R-2 erhielt versuchsweise wieder Flügel gleicher Spannweite, 1916 wurden zwei R-2 als Schwimmermaschinen an die US Navy geliefert.
Die Curtiss R-2 wurde Ende Mai 1916 an das 1st Aero Squadron geliefert und im Krieg gegen Mexiko eingesetzt. Allerdings waren die Leistungen der zwölf gelieferten Maschinen nicht befriedigend genug, um sie länger an der amerikanisch-mexikanischen Grenze einzusetzen.

## Technische Daten
| Kenngröße             | Daten                                                      |
| --------------------- | ---------------------------------------------------------- |
| Besatzung             | 2                                                          |
| Länge                 | 11,70 m                                                    |
| Spannweite            | 14,00 m                                                    |
| Flügelfläche          | 46,90 m²                                                   |
| Leermasse             | 826 kg                                                     |
| Startmasse            | 1403 kg                                                    |
| Triebwerk             | ein Reihenmotor Curtiss V-X, 165 PS (121 kW) Startleistung |
| Höchstgeschwindigkeit | 138 km/h                                                   |
| maximale Flugdauer    | 6:42 h                                                     |